# Gerardo Marotta
Gerardo Marotta (Napoli, 26 aprile 1927 – Napoli, 25 gennaio 2017) è stato un filosofo italiano.

## Biografia
Gerardo Marotta si è laureato in giurisprudenza con il massimo dei voti all'Università degli Studi di Napoli "Federico II", presentando una tesi in filosofia del diritto dal titolo La concezione dello Stato nel pensiero della filosofia tedesca e nella sinistra hegeliana.
In seguito si è interessato presto di storia, letteratura e filosofia, avvicinandosi dapprima all'Istituto Italiano per gli Studi Storici fondato da Benedetto Croce, poi fondando l'associazione Cultura Nuova che diresse fino al 1953 organizzando manifestazioni e conferenze rivolte ai giovani che richiamarono tutte le più grandi personalità della cultura Italiana.
Nel 1975, incoraggiato dagli auspici dell'allora Presidente dell'Accademia Nazionale dei Lincei Enrico Cerulli, di Elena Croce, figlia del filosofo, di Pietro Piovani e Giovanni Pugliese Carratelli, fondò a Napoli l'Istituto Italiano per gli Studi Filosofici, del quale è stato Presidente fino alla morte.
Marotta ha donato all'Istituto Italiano per gli Studi Filosofici la propria biblioteca personale dotata di oltre 300.000 volumi, frutto di trent'anni di appassionata ricerca.
Il 25 gennaio 2017 è morto a Napoli all'età di 89 anni a causa dell'aggravamento dei problemi respiratori che lo avevano afflitto dopo un ricovero ospedaliero per una caduta.

## Premi e riconoscimenti
Per i suoi importantissimi apporti al mondo della filosofia e della cultura in generale ha avuto numerosi riconoscimenti da centri di ricerca e di formazione di rilievo internazionale.
- Ha vinto la sezione Premio Speciale del Premio_Cimitile nel 1999.[2]
- Gli è stata conferita la laurea ad honorem in Filosofia dall'Università di Bielefeld[3]
- Laurea ad honorem dall'Università Erasmus di Rotterdam[4]
- Laurea ad honorem dall'Università della Sorbona
- Laurea ad honorem  dalla Seconda Università di Napoli
- Laurea ad honorem in Pedagogia dall'Università degli Studi di Urbino.

- Diploma d'onore del Parlamento europeo per l'opera svolta in favore della cultura europea.
- All'Istituto Italiano per gli Studi Filosofici è stato conferito, nell'aula magna dell'Università di Roma, il Prix International pour la Paix. Jacques Mühlethaler per l'attività svolta a favore della pace fra i popoli.
- "Bidone d'Oro" per la cultura del Movimento artistico culturale "Esasperatismo Logos & Bidone" , il 10 Ottobre 2008.